# Fimbristylis adventitia
Fimbristylis adventitia är en halvgräsart som beskrevs av Vincenzo de Cesati. Fimbristylis adventitia ingår i släktet Fimbristylis och familjen halvgräs. Inga underarter finns listade i Catalogue of Life.